# Los Destellos
Los Destellos es un grupo musical peruano de cumbia y rock instrumental en sus inicios, formado en el distrito limeño del Rímac, Perú en el año 1966.
El nombre de Los Destellos lo puso  de una de  sus fundadores Edith Delgado Montes con la aprobación de su hermano Enrique Delgado. Considerado como el primer grupo tropical peruano han pasado más de 90 músicos, y es apodado como «La Universidad de la Cumbia Peruana».

## Historia
A mediados de 1966 Enrique Delgado Montes comienza a crear un nuevo género al que llamó Cumbia Peruana. A mediados de 1967 comienzan a realizar presentaciones en las matinales de diversos cines limeños como Perricholi, Excélsior, Ídolo, Central, entre otros con Matías Fajardo (bajo), Guillermo Medina (segunda guitarra), Eduardo Rivera (batería) y Edith Delgado como diseñadora de los primeros LP's y vestuarios. A mediados del Año 1968 cambian de músicos.
En el año 1969 se inicia el boom de la cumbia peruana, en diversos locales del Centro de Lima como El Malambito y otros. 
A mediados de 1968 Delgado Montes lanzó el primer LP del grupo con las 3 líneas musicales de la cumbia costeña, andina y amazónica. En la década de 1970 realizan presentaciones en Recepciones Colón y en el Salón La Selva, y también viajaron a diferentes departamentos del Perú. Al principio solo hicieron temas instrumentales, hasta que el grupo compuso uno de sus más famosos éxitos: «Elsa». A partir de ese momento vinieron otros temas cantados como «Muchachita celosa», «Quinceañera», «La pastorcita», «El campesino», «Tormentos», etc.
A inicios de 1980 la banda se disolvió. En 1984, Edith Delgado Montes, hermana de Enrique y representante del grupo desde 1973, reactiva al grupo con un nuevo formato, nuevos músicos, nuevos vestuarios. Luego descentraliza la cumbia peruana a otros distritos como SJL a los asentamientos Humanos cuando las casas eran de esteras, Lima Norte, Lima Sur y con la coordinación de Oscar Casas contrata espacios radiales en Radio Lima, Radio Inca y Vamisa, programándolos con diferentes grupos.
A principios del año 1996 falleció Enrique Delgado.
En 1996 Edith Delgado Montes Representante del Grupo  Forma el Grupo  en el año 1996.Convocando a Musicos y Cantantes que antes habian integrado el grupo Felix Martínez quien estuvo 1 año con Edith 1996 a 1998 y con Enrique estuvo 2 años 1970 al 1972 , Fernando Limo, Kike Raggio, Carmiño  Claudio Moran  En el año 1997, el percusionista Néstor Galván es elegido Director musical en el grupo. Desde entonces graban más de 95 producciones discográficas, viajando por todo Europa y EE.UU. 
Posteriormente Los Destellos grabaron «La guitarra triste», «Muchachita Celosa», «Elsa» versión más actualizada con instrumentos de teclado y batería, «Mix Destellante», «Jardín de Amor», «Mal amor», «La Colegiala»,Elsa reactualizado, Muchachita celosa, Elbaile del lorito, Bella charapita  entre otros temas, logrando captar una nueva masa de seguidores en el Perú y el extranjero.
Participaron en la banda sonora de la película peruana nominada a un Óscar La teta asustada, de Claudia Llosa. Debido al pionerismo de su música que se exportó en Europa y USA se les catalogan como "Embajadores Culturales de la Cumbia Peruana".
Son Condecorados en Diversos Paises Nedallas de honor , diplomas, Discos de Oro por su trayectoria Musical mas de 50 Años en la Cumbia Peruana .Edith Delgado Montes es Condecorada en Italia Roma por el Comuni di Roma Embajadora Cultural Representante de los Paises Amazónicos etc etc

## Discografía
| Durante su trayectoria musical han grabado más de 190 producciones. - 1968: Los Destellos - 1969: En órbita - 1969: Solo ellos - 1970: Mundial… - 1971: En la cumbre - 1971: Clase… aparte - 1971: Constelación - 1973: Arrollando - 1974: Destellantes - 1975: Linda chiquilina - 1976: Ojos azules - 1976: En jira por todo el Perú - 1977: Los Incomparables del Ritmo - 1978: 10 años de triunfo - 1979: Yo mismo soy - 1980: Para todo el mundo - 1974 y 1986: El retorno triunfal de Enrique Delgado y sus Destellos - 1987: Lo mejor en criollo - 1996: Los Destellos. Homenaje a Enrique Delgado - 2007: Súper renovadosLos Destellos de Edith Delgado Montes - 2010: De película - 2014: En el mundo estás - 2014: Para todo el mundo - 2014: 38 años de cumbia - Los Destellos - 2015: Historia musical, volumen !! - 2016: Los Destellos - 2017: El baile del lorito - 2018: Historia musical, volumen 2 - 2019: Himno Nacional del Perú (versión cumbia) - 2020: 30 años de cumbia - 2022: Cumbias de colección - 1974: El millón de Los Destellos - 1977: Carmen Rosa y otros éxitos - 1979: El millón de Los Destellos - 1985: Una hora con… Los Destellos - 1996: Para todo el mundo, Vol. II - 1998: Destellos - 2000: Ocultos - 2007: Más que completo - 2010: Los Destellos - 2015: Enrique Delgado - 2016: Sicodélicos | - 1968: "La malvada" y "El avispón" - 1968: "La ardillita" y "Guajira sicodélica" - 1968: "Descarga eléctrica" y "El renegón" - 1968: "Aprendiendo cumbia" y "El chucu chucu" - 1968: "La charapita" y "Cuando baila Narda" - 1969: "Hermosa melodía" y "Cumbia morena" - 1969: "Cumbia del desierto" y "Descarga Destello" - 1969: "Soldadito bailarín" y "Primavera triste" - 1969: "Las chicas de Tarapoto" y "Romance campesino" - 1969: "Apolo 11" y "La muerte del preso que se fugó para ir a bailar" - 1984: "Huerfano pajarillo / Quién será" - 2023: "Guajira boogaloo / Guajira sicodélica" |

## Premios y condecoraciones
- Premio Internacional a la Excelencia a Los Destellos de Edith Delgado Montes.
- Diploma y medalla Edith Delgado Los Destellos 40 Años otorgado por APDAYC .
- Premio Apdayc 2007 como «El Mejor Grupo de todos los tiempos» Los Destellos de Edith Delgado Montes.
- Trofeo Diana TV 2007 como «Los Pioneros de la Cumbia Peruana».
- Discos de oro y platino en los años 2008, 2009 y 2010, 2015, 2016 , 2018 , 2019 .
- Premio Sol de Oro del Perú.
- Diversas medallas de honor y Diplomas siendo reconocidos como Los Embajadores Culturales de la Cumbia Peruana.